# 大澳道
大澳道（英語：Tai O Road）位於香港大嶼山西部，連接羗山道至大澳，是大澳唯一對外道路。1971年3月29日，大澳道通車。

## 交匯道路
- 龍田街
- 羌山道